# Наріль Село
Наріль Село, або Наріль Старий (пол. Narol-Wieś, Нароль-Весь) — село в Польщі, у гміні Наріль Любачівського повіту Підкарпатського воєводства. Населення — 502 особи (2011).

## Положення
Лежить на північ від міста Наріль, біля сіл Ліпе і Кадлубиська.

## Історія
У 1975-1998 роках село належало до Перемишльського воєводства.

## Населення
Демографічна структура станом на 31 березня 2011 року:
|          | Загалом | Допрацездатний вік | Працездатний вік | Постпрацездатний вік |
| -------- | ------- | ------------------ | ---------------- | -------------------- |
| Чоловіки | 247     | 53                 | 165              | 29                   |
| Жінки    | 255     | 56                 | 143              | 56                   |
| Разом    | 502     | 109                | 308              | 85                   |